# Руан-Лез-Ессар (траса)
Руан-Лез-Ессар (фр. Circuit de Rouen-Les-Essarts)  — колишня траса довжиною 5,543 км в Оривалі, поблизу міста Руан, Франція.
З моменту свого відкриття в 1950 році Руан-Лез-Ессар був визнаний одним із найкращих автодромів Європи з сучасними боксами, широкою трасою та трибунами для глядачів. Вулична траса (яка проходила по дорогах загального користування) мала кілька середніх прямих, вимощена бруківкою шпилька (Nouveau Monde) на крайньому південному кінці та кілька сліпих поворотів через лісистий схил. Особливістю траси був підйом з повороту Nouveau Monde (56 м над рівнем моря) до Gresil (149 м), з похилом понад 9%.
У Руані відбулися було проведено п’ять Гран-прі Франції Формули-1, остання в 1968 році призвела до трагічної смерті Жо Шлессера під час швидкого спуску в повороті Six Frères. Траса продовжувала приймати великі змагання Формули-2 до 1978 року, після чого її використовували для різноманітних французьких чемпіонатів.
Траса мала кілька різних конфігурацій. З моменту побудови в 1950 році до 1954 року її довжина становила 5,100 км. У 1955 році довжина траси була збільшена до 6,542 км після значних модифікацій, що стало її найвідомішою конфігурацією. Будівництво нової автомагістралі через трасу призвело до будівництва нової ділянки траси, а довжина траси зменшилася до 5,543 км. Нарешті, у 1974 році на Six Frères була побудована постійна шикана, і ця частина траси була перейменована на Des Roches.
Автодром був закритий у 1994 році з економічних міркувань і міркувань безпеки, оскільки дуже важко організувати перегони на дорогах загального користування, якщо потрібно відповідати сучасним стандартам безпеки. У 1999 році, після закриття автодрому, усі ознаки гоночного минулого району були знищені, включаючи трибуни, бокси, захисні бар'єри та знаки. Брукована шпилька Nouveau Monde також була заасфальтована, але все ще можна проїхатись по оригінальній конфігурації траси.
Назва «Лез-Ессар» походить від села, яке було включено до комуни Гран-Куронн у 1874 році.

## Рекорди кола
Офіційні рекорди найшвидшого кола перегонів на трасі Руан-Лез-Ессар виглядають так:
| Категорія                             | Час                                   | Гонщик                                | Транспорт                             | Подія                                 | Схема траси                           |
| Кільце Гран-прі: 5.543 км (1972–1994) | Кільце Гран-прі: 5.543 км (1972–1994) | Кільце Гран-прі: 5.543 км (1972–1994) | Кільце Гран-прі: 5.543 км (1972–1994) | Кільце Гран-прі: 5.543 км (1972–1994) | Кільце Гран-прі: 5.543 км (1972–1994) |
| ------------------------------------- | ------------------------------------- | ------------------------------------- | ------------------------------------- | ------------------------------------- | ------------------------------------- |
| Формула-2                             | 1:46.310                              | Інго Гофман                           | March 782                             | 1978 Етап Формули-2 в Руані           |                                       |
| Group 5                               | 1:47.540                              | Жерар Ларрусс                         | Lola T280                             | 1972 1000 км Парижу                   |                                       |
| Формула-3                             | 1:50.470                              | Еммануель Клеріко                     | Dallara F393                          | 1993 Етап Французької Ф-3 в Руані     |                                       |
| Кільце Гран-прі: 6.542 км (1955–1971) |                                       |                                       |                                       |                                       |                                       |
| Формула-2                             | 2:00.800                              | Тім Шенкен                            | Brabham BT30                          | 1970 Етап Формули-2 в Руані           |                                       |
| Формула-1                             | 2:11.400                              | Джек Бребем                           | Brabham BT7                           | 1964 Гран-прі Франції                 |                                       |
| Формула-3                             | 2:18.300                              | Бев Бонд                              | Brabham BT28                          | 1969 Етап Французької Ф-3 в Руані     |                                       |
| Формула-Junior                        | 2:25.400                              | Денні Гальм                           | Brabham BT6                           | 1963 Етап Французької Ф-J в Руані     |                                       |
| Спорткар                              | 2:28.500                              | Стірлінг Мосс                         | Maserati Tipo 60                      | 1959 Гран-прі Руана                   |                                       |
| Кільце Гран-прі: 5.100 км (1950–1954) |                                       |                                       |                                       |                                       |                                       |
| Формула-1                             | 2:09.900                              | Моріс Трентіньян                      | Ferrari 625                           | 1954 Гран-прі Руана                   |                                       |
| Формула-2                             | 2:12.800                              | Майк Готорн                           | Ferrari Tipo 500                      | 1953 Гран-прі Руана                   |                                       |
| 500cc                                 | 2:18.300                              | Рег Армстронг                         | Gilera 500 Saturno "Piuma"            | 1953 Мото Гран-прі Франції            |                                       |
| 350cc                                 | 2:22.900                              | Рей Емм                               | Norton Kneeler                        | 1953 Мото Гран-прі Франції            |                                       |
| Мотоцикл з коляскою                   | 2:34.100                              | Ерік Олівер                           | Norton Manx                           | 1953 Мото Гран-прі Франції            |                                       |
| Спорткар                              | 2:36.500                              | Луї Розьє                             | Talbot T26GS                          | 1950 Гран-прі Руана                   |                                       |